# Stazione di Daemosan
La stazione di Daemosan-ipgu (대모산입구역 - 大母山入口驛, Daemosan-ipgu-yeok ) è una stazione ferroviaria situata nel quartiere di Gangnam-gu della città di Seul, in Corea del Sud, servita dalla linea Bundang, ferrovia suburbana della Korail.

## Linee
Korail
■ Linea Bundang (Codice: K220)

## Struttura
La stazione di Daemosan è realizzata in sotterraneo, ed è costituita da due marciapiedi laterali con due binari passanti. Sono presenti 8 uscite in superficie.
| Dir. centro | ■ Linea Bundang | per Seolleung, Gangnam-gucheong e Wangsimni  |
| Dir. Suwon  | ■ Linea Bundang | per Suseo, Jeongja, Jukjeon, Giheung e Suwon |

## Stazioni adiacenti
| «             | Servizio        | »             |
| Linea Bundang | Linea Bundang   | Linea Bundang |
| ------------- | --------------- | ------------- |
| Gaepo-dong    | Locale Espresso | Suseo         |